# Kagurargus kikuyai
Kagurargus kikuyai Ono, 2007 è un ragno appartenente alla famiglia Linyphiidae.
È l'unica specie nota del genere Kagurargus.

## Distribuzione
La specie è stata rinvenuta in Giappone

## Tassonomia
Dal 2009 non sono stati esaminati esemplari, né sono state descritte sottospecie al 2012.